# Sydafrikas litteratur
Sydafrikas litteratur är en av Afrikas mest omfattande, och skönlitteratur finns på alla Sydafrikas elva officiella språk. Från landet kommer de båda nobelpristagarna Nadine Gordimer (1991) och J.M. Coetzee (2003), liksom flera andra namnkunniga författare och dramatiker som Breyten Breytenbach, André Brink, Athol Fugard, Alex La Guma, Peter Abrahams och Ezekiel Mphahlele.

## Tidiga verk

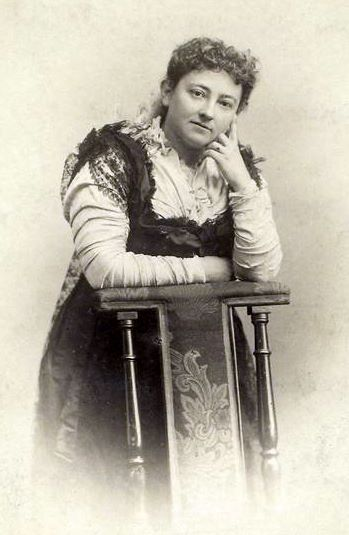
Olive Schreiner.

Bland de första skönlitterära författarna som skrev om Sydafrika är britten Henry Rider Haggard, som skrev äventyrsromaner om storviltsjägaren Allan Quatermain, varav den första var King Solomon's Mines ("Kung Salomos skatt", 1885). Romanerna skildrar det "mörka Afrika" så som européerna såg det, och hjältarna är alltid britter, medan ursprungsbefolkningen skildras som farliga vildar eller trogna tjänare.
Som en av de första moderna sydafrikanska romanerna brukar Olive Schreiners The Story of an African Farm (1883) hållas. Boken utspelar sig på en farm i Sydafrika, och karaktärerna i den speglar sin tids samhälle.
I slutet av 1800-talet började det i Sydafrika ges ut romaner, noveller och diktsamlingar på sesotho, xhosa och zulu, främst på grund av missionens inflytande. Missionärerna gav på egna förlag ut litteratur på de inhemska språken för att främja läskunnigheten. Mest berömt av de tidiga sydafrikanska verken på inhemska språk är sesothoförfattaren Thomas Mofolos historiska roman Chaka (1925), om zulukungen med samma namn.

## Modernare litteratur

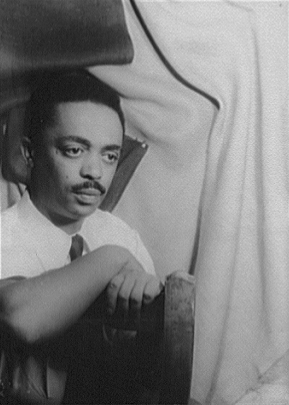
Peter Abrahams.

Apartheidsystemet och spänningarna mellan de olika etniska grupperna i landet skapade en särskild utveckling av litteraturen, och den sydafrikanska litteraturen har på grund av detta varit full av ilska, protest och kampvilja, men också av hopp.

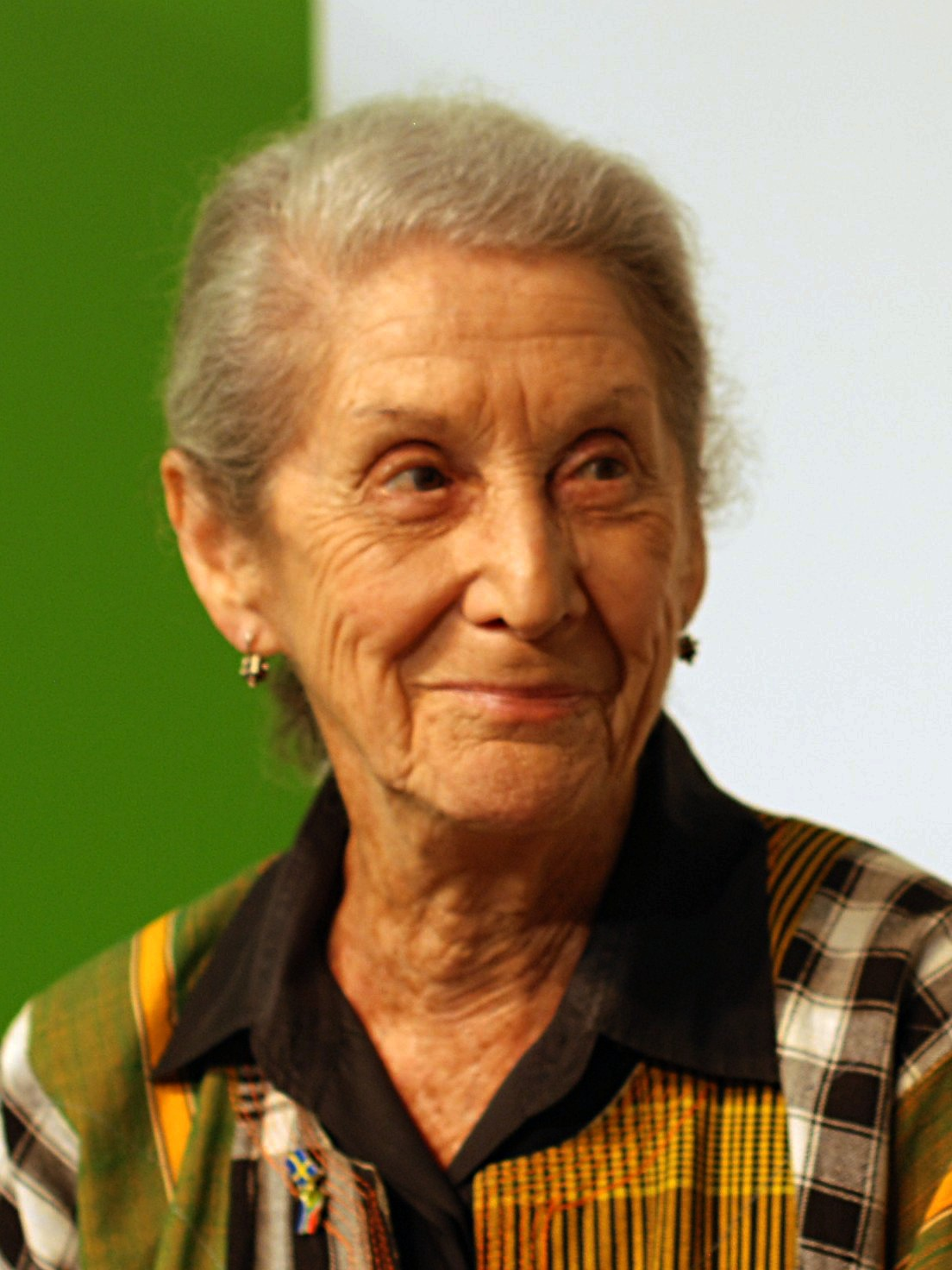
Nadine Gordimer på Bokmässan i Göteborg 2010.

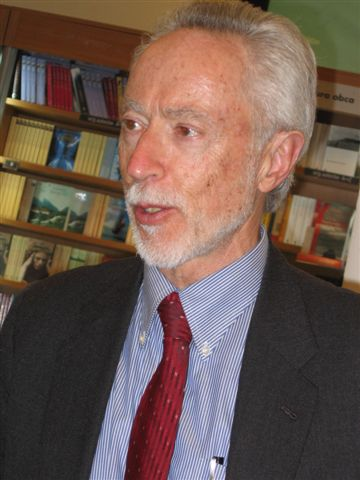
J.M. Coetzee.

Tidiga viktiga oppositionsförfattare var svarta författare som Peter Abrahams och Ezekiel Mphahlele och vita liberaler som Alan Paton och Nadine Gordimer.
André Brink, som förutom på engelska skriver på afrikaans, tillhör en yngre generation, och angriper raspolitiken med både raseri och elegans. En annan berömd afrikaansspråkig författare är Breyten Breytenbach, som framför allt skrivit lyrik, men som ändå har fått mest uppmärksamhet för personligt hållna prosaverk som Seisoen in die Paradys (”En tid i paradiset”, 1976) och True Confessions of an Albino Terrorist (1984) samt End Papers (1985).
J.M. Coetzee har skrivit flera allegorier över Sydafrikas historia, bland annat Dusklands (1974) om folkmordet på khoikhoifolket och Waiting for the Barbarians (1980). Coetzee tilldelades Nobelpriset i litteratur 2003. ANC-politikern Alex La Guma har skrivit flera verk som skildrar livet för svarta under apartheid-eran. Till de främsta hör A Walk in the Night (1962), The Stone Country (1963) och In the Fog of the Season’s End (1972).
Landets främste dramatiker är Athol Fugard, som beskriver tröstlösheten bland den fattiga befolkningen i Port Elizabeth, både svarta och vita. Fugard arbetade med amatörteatrar bestående av både svarta och vita, för att försöka föra de olika folken närmare varandra. Hans mest berömda verk är Blood Knot (1960), Boesman and Lena (1969), Master Harold … and the Boys (1982) och My Children! My Africa! (1990).
Bland sydafrikanska författare som slagit igenom efter apartheids fall märks den afrikaansspråkiga Marlene van Niekerk och den afrikaansspråkiga deckarförfattaren Deon Meyer.